# امین هنرمند
امین هنرمند (زادهٔ ۱۳۶۰ در تهران) موسیقی‌دان و آهنگساز اهل ایران است.

## زندگی هنری
امین هنرمند در سال ۱۳۶۰ در تهران متولد شد. او که فرزند «محمدرضا هنرمند» است، از کودکی فراگیری «پیانو» را آغاز کرد. پس از تحصیلات متوسطه به دانشکده هنرهای زیبای دانشگاه تهران راه یافت و در سال ۱۳۸۴ مدرک کارشناسی نوازندگی موسیقی جهانی را دریافت کرد. پس از آن به جهت ادامه تحصیلات موسیقی به کانادا مهاجرت کرد. وی در سال ۱۳۸۷ با مدرک کارشناسی ارشد آهنگسازی از دانشگاه تورنتو فارغ‌التحصیل شد. او همچنین تحصیلات موسیقی خود را در مقطع دکتری آهنگسازی پی گرفت و در سال ۱۳۹۱ دکتری آهنگسازی را از دانشگاه تورنتو کانادا دریافت کرد و به ایران بازگشت.
از جمله استادان او می‌توان به Chan Ka Nin, Christos Hatzis, Alexander Rapoport, «علیرضا مشایخی»، «مهران روحانی»، «شاهرخ خواجه‌نوری» و در دوره‌های کوتاه مدت به R. Murray Schafer , George Tsontakis, Alejandro Vinao و Mychael Danna اشاره نمود.وی در هنگام تحصیل در دانشگاه تورنتو، به عنوان دستیار استاد، در این دانشگاه مبانی موسیقی تدریس می‌کرد.
او برندهٔ فلوشیپ‌های آهنگسازی «میر کاپلوس» و «لوتار کلاین» در ۳ سال پیاپی از دانشگاه تورنتو بوده‌است. یکی از آثار ارکسترال او با نام «سینفونیتا» در دو فراخوان آهنگسازی به عنوان اثر برگزیده انتخاب شده و علاوه بر جایزه نقدی، توسط ارکستر فیلارمونیک بافالو نیویورک و ارکستر سمفونیک جوانان تورنتو اجرا و ضبط شده‌است. وی عضو هیئت علمی و دانشیار گروه موسیقی در دانشکده هنرهای زیبای دانشگاه تهران است. علاوه بر آهنگسازی، هنرمند در زمینه پژوهش نیز فعال است و مقالات آکادمیک او در زمینه موسیقی معاصر غربی توسط انتشارات دانشگاه آکسفورد و انتشارات وایلی منتشر شده است.
فیلم سینمایی «The Tenant» با موسیقی هنرمند در سال ۲۰۰۹ جایزه تماشاگران Hollywood Black Film Festival را به خود اختصاص داد. همچنین او در مسابقه بین‌المللی آهنگسازی فیلم «نایتینگل»، از بین ۱۰۷ اثر شرکت کننده رتبه دوم را از آن خود کرد.
در سال ۱۳۹۴ در بخش موسیقی کلاسیک سی‌ویکمین جشنواره موسیقی فجر جایزه بهترین آهنگساز به امین هنرمند برای آلبوم «شکوه‌های بی‌کلام» اهدا شد. او در سال ۱۳۹۷ سیمرغ بلورین بهترین موسیقی متن را برای فیلم قصر شیرین از سی و هفتمین جشنواره فیلم فجر دریافت کرد.

## فعالیت‌های هنری
از جمله فعالیت‌های هنری امین هنرمند به موارد زیر می‌توان اشاره کرد:
- عضویت در انجمن آهنگسازان فیلم کانادا
- عضویت در فرهنگستان زبان و ادب فارسی
- عضویت در شورای واژه گزینی فرهنگستان فارسی
- طراحی و مدیریت اجرایی مسابقه آهنگسازی دوئت دانشگاه تهران

## آثار هنری
از جمله آثار هنری امین هنرمند به موارد زیر می‌توان اشاره نمود:
موسیقی فیلم
- قصر شیرین به کارگردانی رضا میرکریمی ۱۳۹۷
- سمفونی نهم به کارگردانی محمدرضا هنرمند ۱۳۹۷
- امروز به کارگردانی رضا میرکریمی ۱۳۹۲

موسیقی سریال
- آشپزباشی به کارگردانی محمدرضا هنرمند ۱۳۸۸[۸]
- فرار بزرگ به کارگردانی محمدحسین لطیفی ۱۳۸۳

آلبوم موسیقی
- «از یادت نمی‌کاهم» ۱۳۹۷[۹]
- «دیروز تا امروز» ۱۳۹۵[۱۰]
- «شکوه‌های بی‌کلام» ۱۳۹۴[۱]

کتاب
- تألیف «زبان تخصصی موسیقی» به همراه لوح فشرده با صدای «ستاره بهشتی» (انتشارات دانشگاه تهران)[۱۱]
- تألیف «مقدمه ای بر آنالیز موسیقی آتنال» (انتشارات دانشگاه تهران)[۱۲]
- ترجمه کتاب «نگرش کلاسیک به هارمونی و پیانوی جَز» (۱۳۸۴ - انتشارات سوره مهر)[۱۳]